# توني دالتون
توني دالتون (مواليد 13 فبراير 1975-)، هو ممثل ومخرج ومنتج وكاتب سيناريو أمريكي.

## الأعمال

### مسلسلات
- المتمردة
- أصحاب الجنة
- سينسايت
- من الأفضل الاتصال بسول

## روابط خارجية
- توني دالتون على موقع IMDb (الإنجليزية)
- توني دالتون على موقع ألو سيني (الفرنسية)
- توني دالتون على موقع أول موفي (الإنجليزية)
- توني دالتون على موقع قاعدة بيانات الفيلم (الإنجليزية)
- توني دالتون على موقع كينوبويسك (الروسية)